# ون اتن (روستا)، نیویورک
ون اتن (روستا)، نیویورک (به انگلیسی: Van Etten (village), New York) یک منطقهٔ مسکونی در ایالات متحده آمریکا است که در شهرستان چیمانگ، نیویورک واقع شده‌است.

## خصوصیات
ون اتن ۲٫۳ کیلومترمربع مساحت و ۵۳۷ نفر جمعیت دارد و ۳۱۰ متر بالاتر از سطح دریا واقع شده‌است.